# Hypoplexia palliata
Hypoplexia palliata är en fjärilsart som beskrevs av W. Warren 1914. Hypoplexia palliata ingår i släktet Hypoplexia och familjen nattflyn. Inga underarter finns listade i Catalogue of Life.